# فرودگاه درومهلر/اوسترگارد
فرودگاه درومهلر/اوسترگارد (به انگلیسی: Drumheller/Ostergard's Airport) یک فرودگاه همگانی است که یک باند فرود چمن دارد و طول باند آن ۷۳۲ متر است. این فرودگاه در کشور کانادا قرار دارد و در ارتفاع ۸۸۴ متری از سطح دریا واقع شده‌است.